# Landsjaftnyj Zakaznik Smytjok
Landsjaftnyj Zakaznik Smytjok (ryska: Ландшафтный Заказник Смычок) är ett naturreservat i Belarus.   Det ligger i voblasten Homels voblast, i den östra delen av landet, 230 km sydost om huvudstaden Minsk.
Omgivningarna runt Landsjaftnyj Zakaznik Smytjok är en mosaik av jordbruksmark och naturlig växtlighet. Runt Landsjaftnyj Zakaznik Smytjok är det ganska glesbefolkat, med 28 invånare per kvadratkilometer.